# Georg Michael Pachtler
Georg Michael (Michaël) Pachtler (Mergentheim, 14 september 1825 – Baexem (Exaten), 12 augustus 1889) was een Duits jezuïtisch geestelijke, politiek theoreticus en auteur. Hij stond onder meer bekend vanwege zijn felle tegenstand tegen de vrijmetselarij en zijn heruitgave van de jezuïtische schoolorde Ratio Studiorum. Hij schreef ook onder de pseudoniemen Georgios Michalov en Annuarius Osseg.

## Biografie
Pachtler ontving zijn basiskennis aan het gymnasium in Rottweil. Vervolgens studeerde hij theologie en filologie aan de universiteit van Tübingen en een halfjaar aan de universiteit van München, waarop hij staatsexamen deed in filologie. In 1848 trad hij in dienst als priester in Riedlingen, waar hij tot 1854 aanbleef. Daarnaast gaf hij les aan het gymnasium in Ellwangen. Van 1864 tot 1869 was hij als leraar verbonden aan de jezuïetenschool in Feldkirch.
Pachtler schreef diverse politieke brochures. Als fel tegenstander van de vrijmetselarij schreef hij een groot aantal kritische en omstreden werken en artikelen over dit genootschap. Hij was een actief medewerker van het Duitse tijdschrift Stimmen aus Maria Laach en droeg bij aan diverse katholieke dagbladen, waaronder het politieke blad Germania. Als gevolg van de verbanning van Jezuïeten als maatregel tijdens de Kulturkampf verbleef Pachtler vanaf 1872 in ballingschap, deels in Oostenrijk maar over het algemeen in Nederlands Limburg. Onder het pseudoniem Annuarius Osseg bekritiseerde hij de dienstplicht als 'het gebruik van alle levende en dode mensen met oorlog als enige doel'. Pachtler kreeg grote bekendheid met de heruitgave van de jezuïtische schoolorde Ratio Studiorum (Ratio Studiorum et Institutiones scholasticae Societatis Jesu per Germaniam olim vigentes) als onderdeel van de serie Monumenta Germaniae Paedagogica. In 1889 overleed Pachtler, in ballingschap, in Exaten.